# Shimoichi
Shimoichi (japanska: 下市町?, Shimoichi-chō) är en landskommun (köping) i Nara prefektur i Japan.  